# 吉岡牧子
吉岡 牧子（よしおか まきこ、1964年3月8日 - ）は、島根県益田市にあった益田競馬場に所属していた元騎手。
引退後は競馬評論家として競馬関係のテレビ番組やイベントへの出演、コラムの執筆などをしている。

## 来歴
山口県熊毛郡田布施町生まれ。
学生時代から騎手志望であったが、行動を起こしたのは高等学校卒業後、就職してからのことであった。地方競馬教養センターの騎手課程には年齢制限のため入れず、益田競馬場の渡辺進厩舎で厩務員として働きながら、乗馬クラブで訓練を積んだ。
1986年7月に騎手免許試験を受け合格。9月29日付けで免許を取得し、翌1987年3月21日にデビュー。「インターナショナルクイーンジョッキーシリーズ」という女性騎手による国際交流戦で1989年から1991年まで3年連続総合優勝を果たし、1992年7月には益田競馬場の重賞競走である日本海特別を制するなど、常に地方競馬を代表する女性騎手として活躍した。
1992年5月3日、それまで高橋優子が保持していた女性騎手の通算勝利数の日本記録を更新。最終的には350勝（3511戦）をあげ、2005年に宮下瞳（名古屋競馬所属）に更新されるまで記録を保持していた。
1994年2月に結婚。夫は地方競馬全国協会の職員で、落馬負傷の見舞いに来た折にプロポーズされたという。
1995年4月29日の騎乗を最後に引退、8年間の騎手生活に別れを告げた。翌1996年、益田競馬場では吉岡の功績を称える「吉岡牧子記念 みどり賞」競走が創設され、競馬開催が休止となる2002年まで施行された。益田競馬場のスター騎手は御神本訓史の台頭までおよそ5年間にわたって不在の状態が続いた。

## 受賞歴
- NARグランプリ優秀女性騎手賞（1990年、1991年）

## おもな騎乗馬
- ニツトウプリンス（1992年日本海特別[7]）
- ウズシオタローの250戦目の騎手でもあった[10]。